# 埃格尔斯巴赫
埃格尔斯巴赫（德語：Egelsbach，發音：[ˈeːɡl̩sbax]）是德国黑森州达姆施塔特行政区奥芬巴赫县的市镇，面积14.81平方千米，2023年12月31日人口为11,500人。

## 友好城市
- 法國 蓬圣埃斯普里（1991年）
- 德国 霍伊努夫（2005年）